# میمون قلاب آلپان
میمون قلاب آلپان (نام علمی: Griphopithecus alpani) نام یک گونه از تیره انسانیان است.